# 胡安·安东尼奥·里维拉
胡安·安东尼奥·里维拉·费尔南德斯（西班牙語：Juan Antonio Ribera Fernandez，1779年5月27日—1860年6月15日）是19世纪西班牙画家。

## 生平
出生于马德里，在皇家聖費爾南多美術學院学习绘画，是戈雅同事弗朗西斯科·巴耶乌的一名学生。1802年在学院的绘画比赛中以一幅模仿拉斐尔《煎熬》（Lo Spasimo）的画获奖。他也因此获得了前往巴黎学习的奖学金。在那里跟随雅克-路易·大卫学习，画下了《辛辛纳图斯》。
在半岛战争期间，他作为宫廷画家随卡洛斯四世流亡罗马，后又成为费尔南多七世的宫廷画家。
1857年，他接替何塞·马德拉索成为普拉多博物馆馆长，同年被伊莎贝拉二世女王指定为第一宫廷画家。在任期内，他致力于老旧藏画的修复工作，1860年6月15日逝世。儿子卡洛斯·路易斯·里维拉-菲耶韦也是一名画家。

## 画集

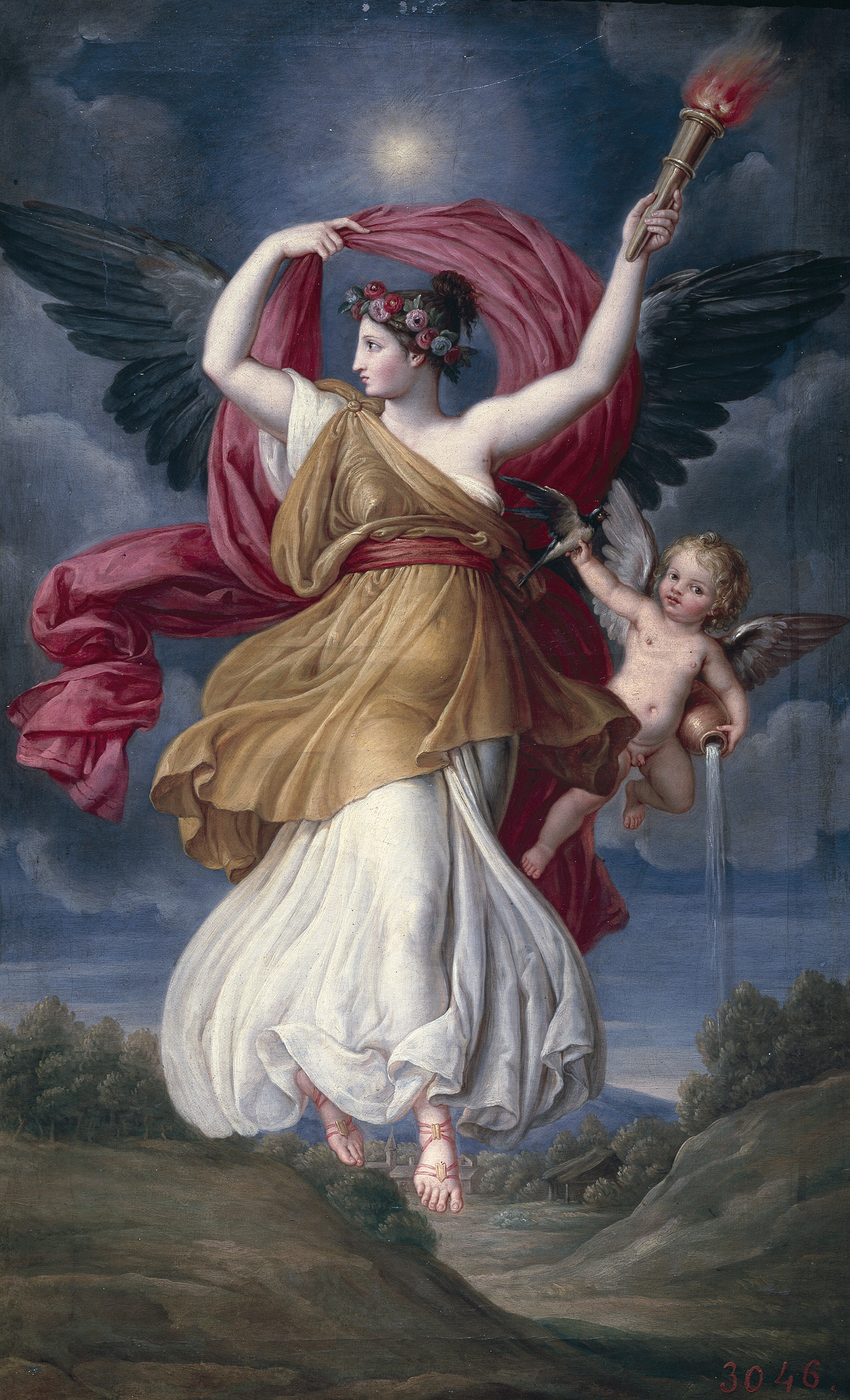
黎明的寓言，1819年
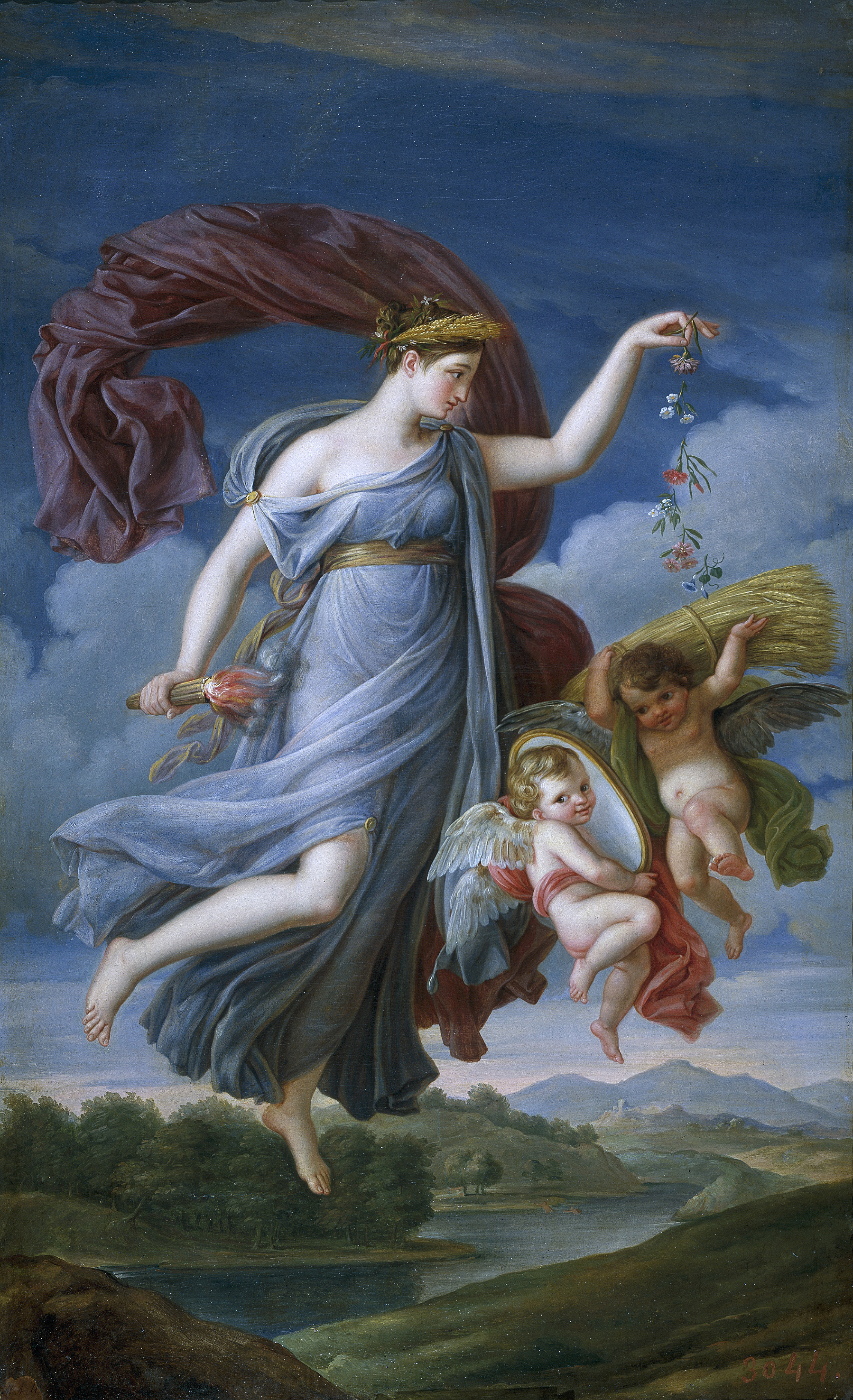
夏季的寓言，1819年
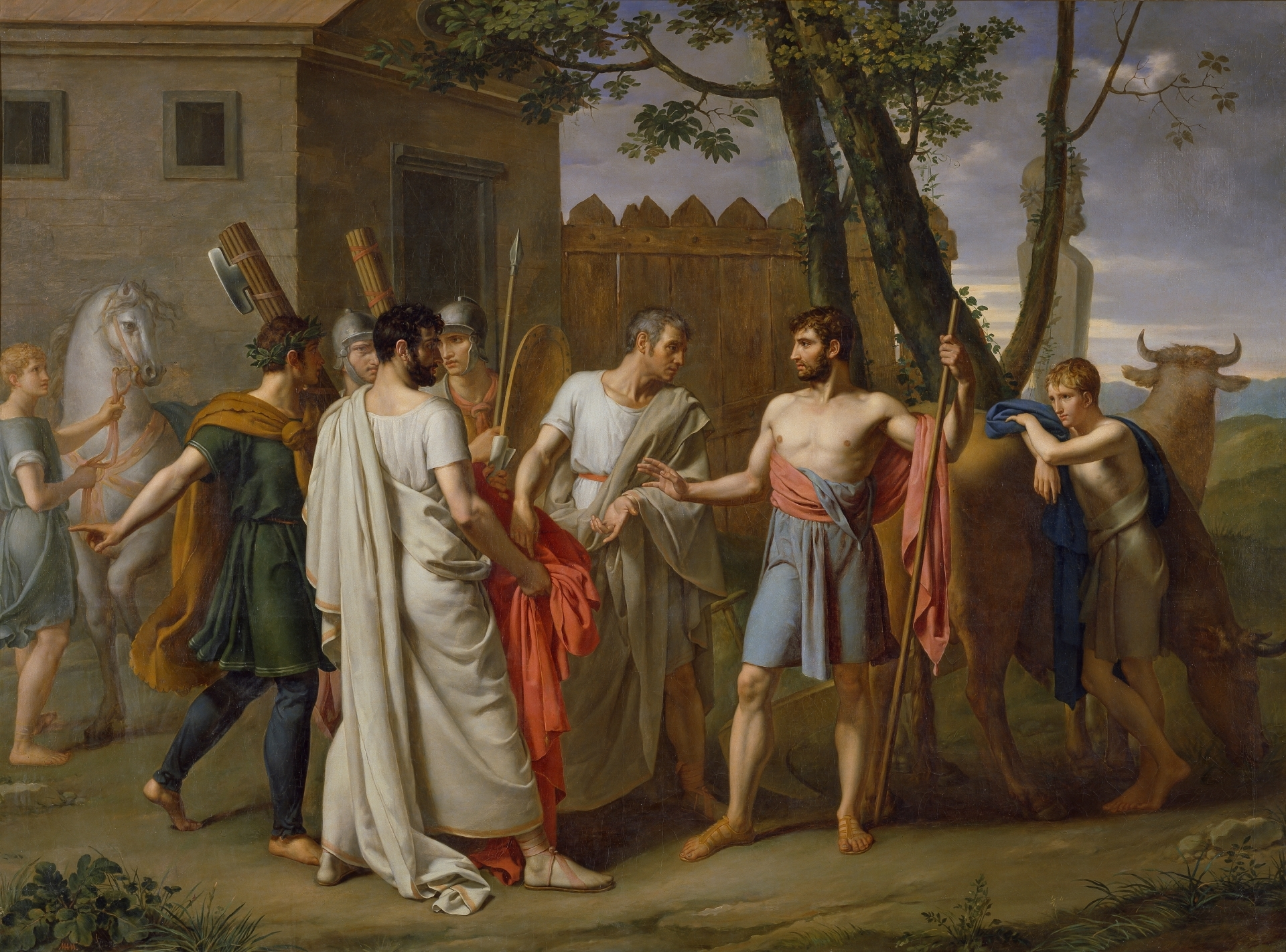
辛辛纳图斯丢下犁援救罗马军队，1806年
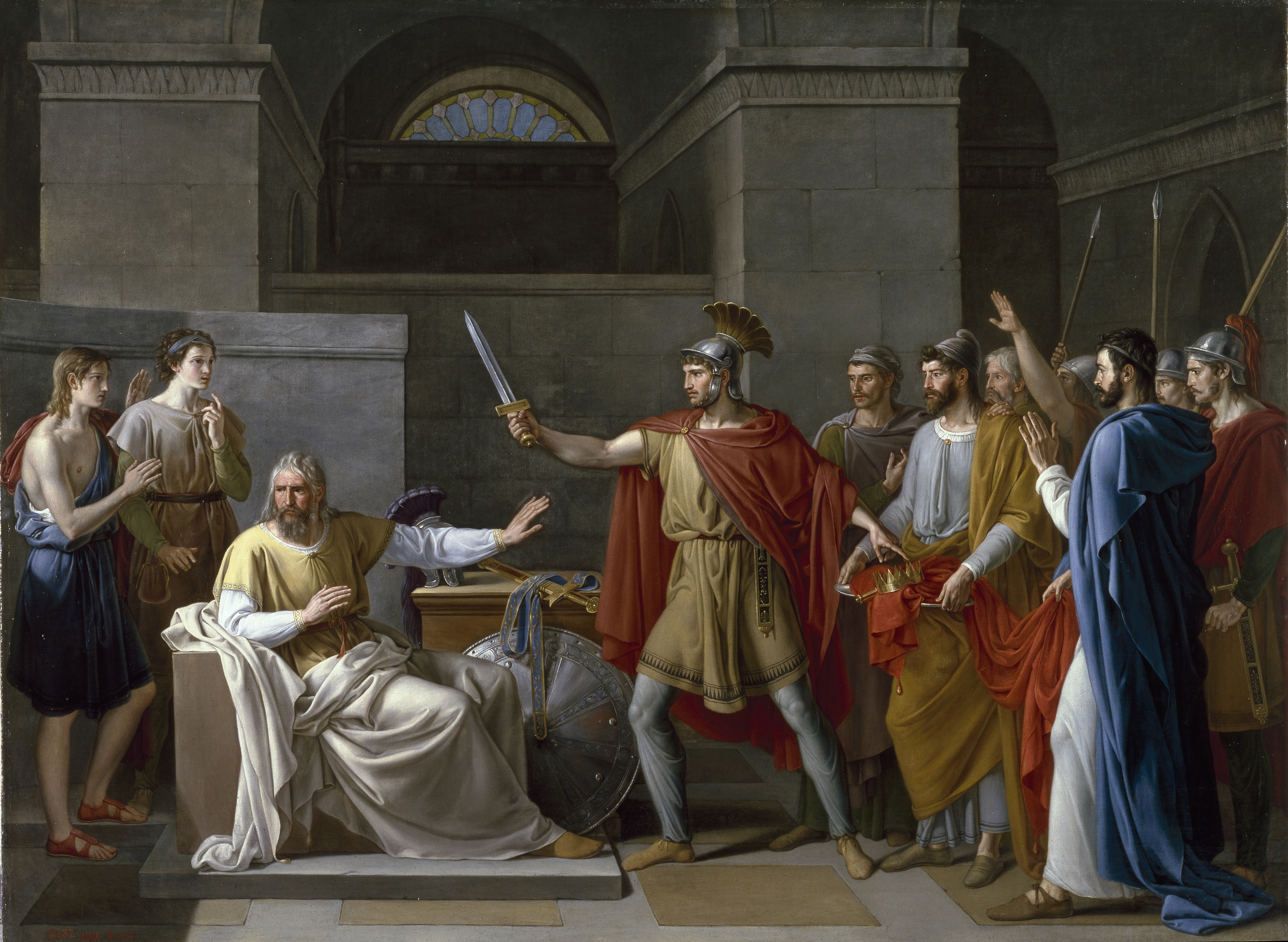
西哥特国王瓦慕巴丢掉王位，1819年
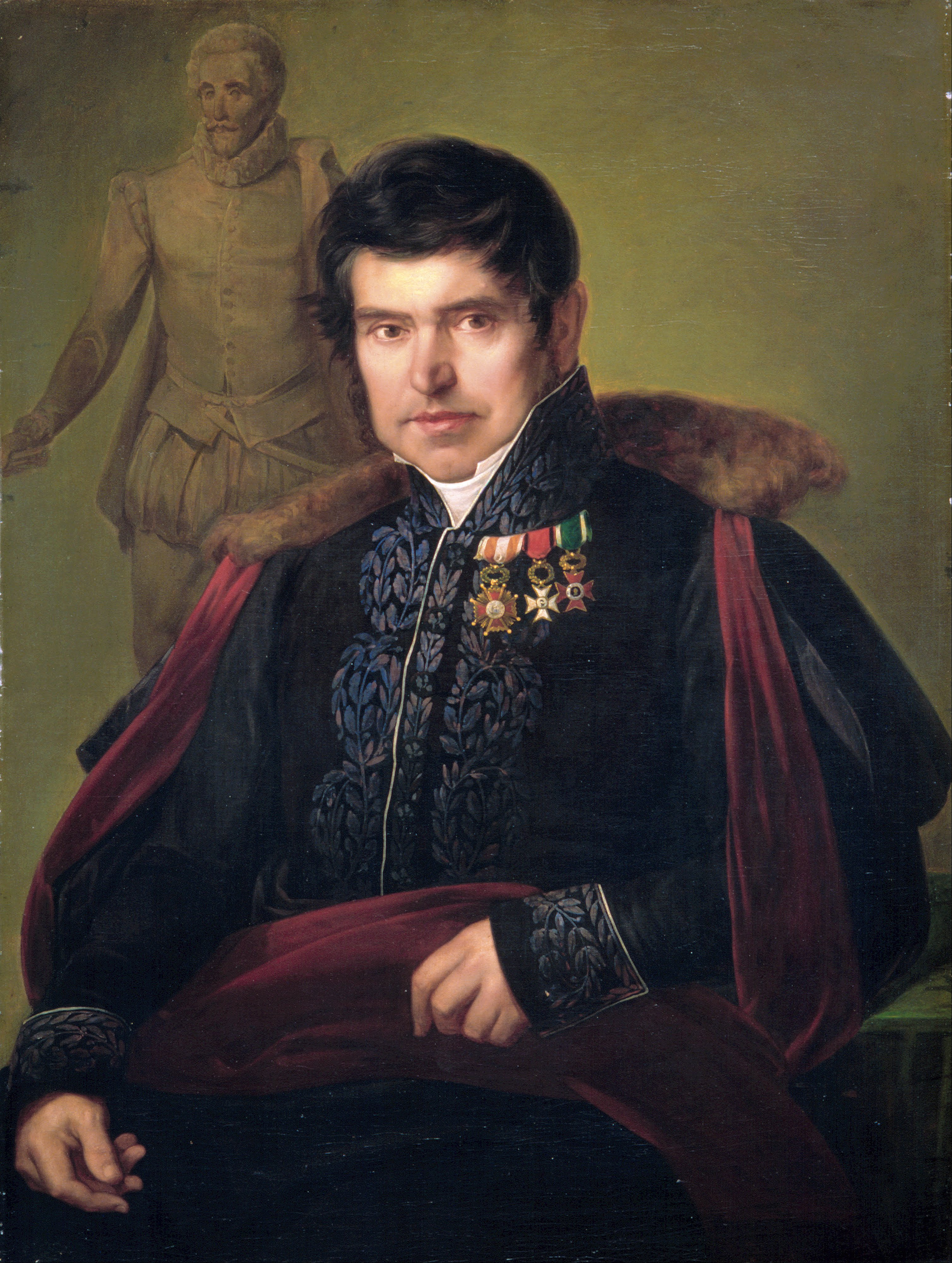
安东尼奥·索拉，约1836年